# WrestleMania 23
WrestleMania 23 — двадцать третья по счёту WrestleMania, PPV-шоу производства американского рестлинг-промоушна World Wrestling Entertainment (WWE). Шоу прошло 1 апреля 2007 года на арене «Форд Филд» в Детройте, Мичиган, США.
Это событие стало второй WrestleMania, проведенной в районе Детройта (после WrestleMania III). Это была также первая WrestleMania, в которой участвовал бренд ECW после его создания в качестве третьего бренда WWE в мае 2006 года.
На шоу было запланировано восемь матчей по рестлингу. Главным событием шоу, которое стало главным матчем на бренде Raw, было противостояние Джона Сины против Шона Майклза за титул чемпиона WWE, в котором победил Сина. Главным матчем на бренде SmackDown! был матч Батисты против Гробовщика за титул чемпиона мира в тяжелом весе, в котором победил Гробовщик. Главным матчем на бренде ECW был матч между чемпионом мира ECW Бобби Лэшли (представляющим Дональда Трампа) и интерконтинентальным чемпионом WWE Умагой (представляющим Винса Макмэна) в матче, в котором Трамп или Макмэн будут обриты налысо, если их рестлер проиграет. Матч был назван «Битвой миллиардеров».
С 1,2 млн. покупателей по системе PPV, шоу стало самым кассовым в истории WWE. В 2012 году WrestleMania XXVIII превзошла это достижение, став самым кассовым шоу WWE, получив 1,21 млн. покупателей.

## Трамп против Макмэна
Главным сюжетным противостоянием стало противостояние руководителя WWE Винса Макмэна и Дональда Трампа. В выпуске Raw от 8 января состоялся поединок Трампа с его главным критиком Рози О’Доннелл, где роли обоих участников играли профессиональные рестлеры, и победу одержал «Трамп». В выпуске Raw от 29 января, в «Ночь фанатской поддержки» (англ. Fan Appreciation Night) во время выступления Макмэна Трамп ворвался на ринг и стал бросаться деньгами. Уже через месяц оба сошлись на WrestleMania, где выбрали своих бойцов для поединка: противник, чей боец проиграет, должен будет побриться налысо. Этот матч назвали «Битвой миллиардеров» (англ. Battle of the Billionaires). На стороне Макмэна выступил Умага, а на стороне Трампа — Бобби Лэшли. Защитив свой титул чемпиона ECW против Хардкора Холли в матче в клетке, Лэшли выбрался из клетки и упал прямо на Умагу. 5 марта в Raw было объявлено, что судить «Битву миллиардеров» будет Стив Остин на правах почётного рефери на WrestleMania 23. Поединок между Макмэном и Лэшли состоялся 26 марта в рамках Raw по правилам «без дисквалификации» (то есть присудить поражение за невозвращение на ринг по сигналу судьи на счёт 10 было нельзя). В действия Макмэна по ходу поединка вмешивались Лэнс Кейд, Тревор Мёрдок, Крис Мастерс, Джонни Нитро и Умага. В итоге это позволило Макмэну победить.
На поединок в рамках WrestleMania Умага вышел вместе с Макмэном и своим менеджером Армандо Эстрада, а Бобби Лэшли — с Дональдом Трампом и Тарой Коннер. Как и оговаривалось, судить матч был назначен Стив «Ледяная Глыба» Остин. В разгар поединка на Остина набросился Умага, который вырубил его на несколько минут, и его подменял Шейн Макмэн, которого обвиняли в подсуживании Умаге; в ходе поединка Трамп набросился с кулаками на Макмэна и повалил на землю, ударив его несколько раз кулаком в лицо. Однако после того, как Умага чуть не провёл удержание на Лэшли, Остин выкинул с ринга Шейна, проведя свой фирменный приём «Станнер», и вернулся на ринг как судья. Благодаря «Гарпуну» и «Станнеру» Лэшли и победил в поединке. После матча Трамп, Остин и Лэшли побрили налысо Макмэна, а Остин ещё и не постеснялся провести Знак Качества на Трампе. В следующем выпуске Raw Макмэн, вышедший в костюме и шляпе-федоре, объявил, что не признаёт результаты «Битвы миллиардеров» и потребует провести реванш между Лэшли и Умагой; после его речи на ринг вышел Лэшли, который сорвал шляпу с головы Макмэна и продемонстрировал его лысину всей публике. Под смех зрителей Макмэн несколько минут подряд безуспешно пытался спрятать свою лысину под полотенцем, шляпами и даже под юбкой у ринг-анонсера Лилиан Гарсии, прежде чем сбежал с ринга.

## Результаты
| №                                                      | Матч | Тип матча                                                       | Время |
| ------------------------------------------------------ | --- | --------------------------------------------------------------- | ----- |
| 1D                                                     | Рик Флэр и Карлито победили Грегори Хелмса и Чаво Герреро                                                                                              | Командный матч с дровосеками                                    | 06:12 |
| 2                                                      | Мистер Кеннеди победил Эджа, Си Эм Панка, Короля Букера (с Королевой Шармель), Джэффа Харди, Мэтта Харди, Финли и Рэнди Ортона                         | Матч Money in the Bank                                          | 24:10 |
| 3                                                      | Великий Кали победил Кейна | Одиночный матч                                                  | 05:31 |
| 4                                                      | Крис Бенуа (c) победил Монтел Вонтевиуса Портера | Одиночный матч за титул чемпиона Соединённых Штатов WWE         | 09:15 |
| 5                                                      | Гробовщик победил Батисту (c) | Одиночный матч за титул чемпиона мира в тяжелом весе            | 15:46 |
| 6                                                      | «Истоки ECW» (Томми Дример, Сабу, Сэндмен и Роб Ван Дам) победили «Новую породу» (Элайджа Бёрк, Маркус Кор Вон, Мэтт Страйкер и Кевин Торн) (с Ариэль) | Командный матч 8 рестлеров                                      | 07:27 |
| 7                                                      | Боб Лэшли (с Дональдом Трампом) победили Умагу (с Винсом Макмэном и Армандо Алехандро Эстрада)                                                         | Поединок «Волосы против волос», специальный рефери — Стив Остин | 13:00 |
| 8                                                      | Мелина (c) победила Эшли Массаро | Одиночный матч за титул женского чемпиона WWE с дровосеками     | 03:40 |
| 9                                                      | Джон Сина (c) победил Шона Майклза | Одиночный матч за титул чемпиона WWE                            | 28:20 |
| D — означает тёмный матч (c) — чемпион на начало матча | |                                                                 |       |

1. ↑  Дровосеки: Висцера, Шад Гаспард, JTG, Крис Мастерс, Шелтон Бенджамин, Чарли Хаас, Робби Макаллистер, Рори Макаллистер, Супер Крейзи, Вэл Венис, Джони Найтро, Джим Дагган, Юджин, Лэнс Кейд, Тревор Мердок и Кенни Дайкстра из Raw; Дайвари, Шеннон Мур, Сильвен Гренье, Дьюс, Домино, Пол Лондон, Брайан Кендрик, Миз, Вито, Скотти 2 Хотти, Уильям Ригал, Дэйв Тейлор, Джими Ван Янг, Джейми Ноубл и Фунаки из SmackDown; и Боллс Махони, Малыш Гвидо Маритато, Хардкор Холли и Сницки из ECW.
2. ↑  Дровосеки: Микки Джеймс, Лейла, Джиллиан Холл, Кэндис Мишель, Келли Келли, Тринити, Торри Уилсон, Брук Адамс, Кристал Маршал, Мишель Маккул, Мария и Виктория.